# Espírito Santo, Nossa Senhora da Graça e São Simão
Espírito Santo, Nossa Senhora da Graça e São Simão (llamada oficialmente União das Freguesias de Espírito Santo, Nossa Senhora da Graça e São Simão) es una freguesia portuguesa del municipio de Nisa, distrito de Portalegre.

## Historia
Fue creada el 28 de enero de 2013 en aplicación de una resolución de la Asamblea de la República de Portugal promulgada el 16 de enero de 2013 con la unión de las freguesias de Espírito Santo, Nossa Senhora da Graça y São Simão, pasando su sede a estar situada en la antigua freguesia de Espírito Santo.

## Demografía
| Gráfica de evolución demográfica de Espírito Santo, Nossa Senhora da Graça e São Simão entre 2011 y 2021 |
| |
| Datos según el nomenclátor publicado por el INE portugués.                                               |